# Bufo fenoulheti
Bufo fenoulheti és una espècie d'amfibi que viu a Botswana, Moçambic, Namíbia, Sud-àfrica, Eswatini, Zàmbia, Zimbàbue i, possiblement també, a Angola.